# Емилија Пардо Басан
Емилија Пардо Басан (шп. Emilia Pardo Bazán y de la Rua; Галиција, 16. септембар 1851 — Мадрид, 12. мај 1921) била је најзначајнији представник натурализма у Шпанији. Узор јој је био француски натуралиста Емил Зола, као и шпански реалисти Аларкон и Хуан Валера. Написала је бројне романе, критике, есеје, путописе, драме, биографије, лирска дела итд. Такође се залагала за права жена и њихов положај у друштву.

## Биографија
Емилија Пардо Басан је потомак једне племићке галицијске породице која је била веома утицајна у Шпанији. Родитељи су јој били Хосе Марија Пардо-Басан и Москера и Амалија Марија де ла Руа и Фигероа. Отац јој је обезбедио најбоље могуће образовање, подстичући њену љубав према књижевности. Са девет година почела је да показује велико интересовање за писањем. 
Поред куће у којој је живела са породицом, имали су још две - једну у близини Сангенха, малог рибарског места, и другу на периферији Ла Коруње. У очевој библиотеци је пронашла мноштво књига. Тада је рекла да су јој омиљене „Дон Кихот", „Библија" и „Илијада". У кући која се налазила у Ла Коруњи, прочитала је дела „Освајање Мексика" Антониа де Солиса и „Паралелни животи" аутора Плутарка. Одушевљавале су је и књиге о Француској револуцији, а и често је путовала у Француску и тако упознала многе истакнуте ауторе, попут Виктора Игоа - на тај начин се повезивала са европском књижевношћу. 
Када је имала дванаест година, Емилијина породица одлучује да остане у Ла Коруњи током зиме, и да је за то време подучавају приватни професори. Ипак, она не пристаје на такво образовање, одбијајући да своје време троши на часове клавира и музике. Уместо тога, све своје време посвећује својој правој и искреној страсти - читању.

## Историјски значај
Осим што је била врсна списатељица, Емилија је била неуморни борац не само за приступ жена култури, већ и за њихов општи положај у друштву и ослобођење од инфериорности. Била је главни вођа феминиста 19. века и једна од најзначајнијих жена писаца у целој шпанској књижевности.
Такође је била прва жена на катедри Универзитета у Мадриду. Њени романи и есеји приказују уједно и дозу бунтовништва. У делу „Медени месец“ (шп. Un viaje de novios) она на дискретан начин, по први пут покушава да шпанској јавности приближи француски натурализам. Дело је изазвало запрепашћење читалаца и критичара. То запрепашћење се повећало када је објавила још смелију причу под насловом „Говорница“ (шп. La tribuna), у којој је веома приметан утицај Емила Золе.
Емилија је себе сматрала и натуралистом и добром католикњом. Како би успела да остане доследна томе, морала је да на неки начин „исправи“ натурализам. Веома је поштовала Золу, али га није у потпуности прихватила. Усвојила је тематику, језик и структуру. Оно што је одбацила била је суштина која се огледала у наглашавању физиологије људског тела. Личну оцену и критику француског натурализма дала је у свом најзначајнијем делу „Горуће питање“ (шп. La cuestión palpitante), издатом 1883. године. То је по структури низ чланака које је она пре тога објављивала у разним часописима. Направила је својеврсну реформацију шпанског књижевног језика и књижевности уопште.

## Стваралаштво
Емилија Пардо Басан је била фантастичан аутор, са много романа и стотинама кратких прича. Њена каријера дели се на неколико књижевних периода, укључујући реализам, натурализам и шпански модернизам, и њен рад одражава промене вредности и књижевног стила касног 19. и раног 20. века у Шпанији. Такође је писала биографије и различите форме есеја, као и књижевну критику и хронике.
Писци деветнаестог века, као и многи савремени критичари, сврставали су Емилију у конзервативне, католичке писце, а њене есеје су посматрали из своје сопствене перспективе. Басанова је подстицала такве погледе на своја дела, позивајући се на католичку веру и традиционалне шпанске вредности као подлогу против оптужби радикализма. Била је вођа феминистичког покрета и залагала се за ослобођење жена од инфериорности под вођством дарвинизма и биолошког детерминизма. Године 1877. написала је дело „Научна размишљања против дарвинизма“ и наставила своју критику у есејима које је касније објавила.
Њен први роман „Пасквал Лопес“ објављен је 1879. и до 1883, када је објавила роман „Говорница“, постала је предмет контроверзе. Као и Емил Зола, писала је о обичним људима, али је у свом критичком делу „Горуће питање“ одбацила песимизам и детерминизам француских натуралиста.
„Горуће питање“ је серија чланака објављених између 1883. и 1884. године, у коме је ауторка изнела мноштво идеја, од којих су основне: равнотежа између идеализма и реализма, маште и посматрања, реализам је традиционална карактеристика шпанске књижевности која није страна ни другим књижевностима, попут енглеске, наводећи за пример Шекспира, не прихвата све Золине идеје, али из француског натурализма присваја оно што јој делује позитивно, као што је аналитички и експериментални метод који се заснива на детаљном посматрању и изучавању друштвених феномена, потврђује да уметност не треба да служи моралу, већ да одсликава стварност. Ово дело је имало снажан одјек у друштву и скандал који је изазвало, довео је до тога да јој муж затражи да престане да пише, што је узроковало раскид брака 1884. године.
На путу у Француску, 1886. упознала је Золу и открила модеран руски роман, који је подстакао да представи рад о руској револуцији и роману 1887. Наставила је да пише и оживљава културни живот земље на тврдоглав и неуморан начин, упркос свим потешкоћама. Године 1890. јој је умро отац, те је искористила своје наследство за оснивање часописа који је сама писала - „Ново критичко позориште“. Присуствовала је педагошком конгресу, на коме је говорила о образовној неједнакости између мушкараца и жена. Године 1906. је постала прва жена која је преседовала књижевној секцији у мадридском Атенеуму, и прва која је предавала на Универзитету у Мадриду на катедри за књижевност.
Емилијини каснији романи били су инспирисани Достојевским, Толстојем и Иваном Тургењевим. Последња три романа - „Неман“ (1905), „Црна сирена“ (1908) и „Сладак сан“ (1911) баве се психологијом религиозних искустава.
Многи од њених познатих есеја су на тему женске еманципације, баш као што је случај у есејима „Шпанска жена“ (1907), „Образовање мушкарца и жене“ (1892), „Од љубави и пријатељства“ (1892) и „Академско питање“ (1891).

### Најзначајнија дела
- Aficiones peligrosas (1866)
- Un viaje de novios 1881 (2006)
- La tribun (1883)
- Bucólica y otras novelas 1885 (2007)
- Los pazos de Ulloa 1886 (2006)
- La madre naturaleza 1887 (1999)
- Morriña 1889 (2007)
- Insolación 1889 (2007)
- La piedra angular 1891 (1989)
- La quimera 1895 (1991)
- Memorias de un solterón 1896 (2006)
- Dulce Sueño 1911 (1989)
- La aventura de Isidro 1916 (1980)
- La mujer española y otros escritos (1999)
- Misterio (2000)
- La cuestión palpitante (2000)
- Cuentos policiacos (2001)
- Cuentos de la Galicia antigua (2001)
- Una cristiana (2004)
- Viajes por España (2006)
- Un destripador de antaño (2006)
- Cuentos de verano y otoño (2006)
- Cuentos de navidad y de Reyes (2006)
- Cuentos de invierno (2006)
- Cuentos de amores (2006)
- Cuentos Sangrientos (2006)
- Maga primavera y otros cuentos (2007)
- Cuentos Приче (2007)
- Memorias de un solterón (2009)
- Cuentos de intriga (2009)
- Cuentos de amor (2009)
- Cuentos de Navidad (2009)
- Obra crítica 1888-1908 (2010)
- Mujeres de letras (2013)[9]

### Имање Уљоиних
Имање Уљоиних (шп. Los pazos de Ulloa) је први роман Емилије Пардо Басан који је преведен на српски. Радња се одиграва у Галицији, за време Величанствене револуције 1868. године, када се група либералних монархиста и републиканаца подигла против Изабеле II и збацила је са власти. Веома је реалистично приказан суров начин живота у једној шпанској брдовитој области, на богатом имању у деветнаестом веку.
Дон Педро Москосо био је неинтелигентни аристократа. Своје дане проводи у лову и опијању. Дозволио је једном игуману, који је био више заинтересован за лов него за цркву, да води његове послове. Примитиво, настојник имања, користи њенову немарност и на дискретан начин руши његов углед у провинцији и проневерује његово богатство. У исто време, Дон Педро се виђа са његовом лепушкастом ћерком. Она ради као собарица и куварица на имању. Уопште се сматра да је Дон Педро отац њеног младог сина.
Ангажује новог свештеника да доведе његове послове у ред. Отац Хулијан, побожан млади интелектуалац, убеђује свог господара да узме себи племениту жену. Жени се градском девојком званом Нунћа.
Иако прилично слаба, Нунћа је успела да преживи порођај. Она је класична шпанска супруга деветнаестог века која дане проводи у ткању или се у потпуности удуби у мајчнство како би на тренутак заборавила свој несрећни брак. Дон Педро не мари за своју новорођену кћер и чак одбија да јој остави наследство. Подржава идеју да женама треба да се укине право наслеђивања престола. 
Отац Хулијан почиње да сумња да он физичи малтретира Нунћу. Она је неуротична и мисли да постоји завера да се убије њена кћер како би сво богатство наследио Дон Педров незаконити син. Љубав према њој и њеном детету нагони свештеника да их склони из те опасне куће.

### Успомене једног нежење
Роман Успомене једног нежење (шп. Memorias de un solterón) објављен је 1896. године. Емилија описује везе између мушкараца и жена из њеног доба, повлачи питања о феминизму и пише о браковима. У почетку роман није био довољно прихваћен. Скоро да није био читан у новинама у којима је објављиван. Можда је на то утицала његова феминистичка тематика. У Шпанији је у облику књиге издат тек 1991. године. Емилија Пардо Басан свакако је знатно допринела рађању феминистичке свести у Шпанији XIX века.
Роман има две приче које се непрестано преплићу. У њему се описује живот Маура Перехе, заклетог нежење, који се бори са идеологијом женске слободе и чији се живот преплиће са животом породице којој припада девојка Феита. Касније се заљубљује и проналази задовољство. Феита Нејра је представница Емилијиних идеја о еманципацији жене. То је девојка која упркос потешкоћама жели да оствари своје циљеве у виду образовања, и која не сматра да је њен једини циљ да се уда и роди децу. Радња се одвија у измишљеном граду Маринеди, око 1885. године.

### Прва љубав
Прва љубав (шп. Primer amor) је једно од дела у коме Емилија веома успешно приказује љубав онако како су је мушкарци из њеног времена посматрали. 
Приповедач се присећа своје прве љубави. Није се заљубио у неку од својих другарица из детињства или у неку вршњакињу, већ је идеализовао слику минијатуре коју је пронашао у ормару своје тетке. Списатељица веома реалистично и отворено описује његов однос према слици, фазе у развоју његове привржености и лични опис његове тетке. Тетка није имала зубе, била је стара и у дечаку изазивала само гађење. Откако је први пут нашао ту минијатуру, одлази сваког дана само да је погледа и упадне у блажено сањарење. Даму са слике посматра као живо биће. Пре сваког ‘састанка’ са њом, обавезно се опере и среди. После неког времена, док опседнутост сликом расте, он одлучује да је украде из теткине собе. Осећао се као да је починио неки злочин и увек је крио од других. Држао је испод јастука или на грудима. Убрзо су његови родитељи приметили да нешто није у реду - приврженост слици постаје снажнија од њега самог. Једног дана, док је у јаком заносу лежао на софи и уснама притискао рам, осетио је јаку мучнину и онесвестио се. Уплашени укућани се се окупили око њега, а тетка је покушала да извуче минијату из стиска његове шаке. Док се борио да је задржи, чуо је разговор својих родитеља и схватио да је жена приказана на слици у ствари његова тетка из својих млађих дана.